# اقلیم معتدله کوهساری

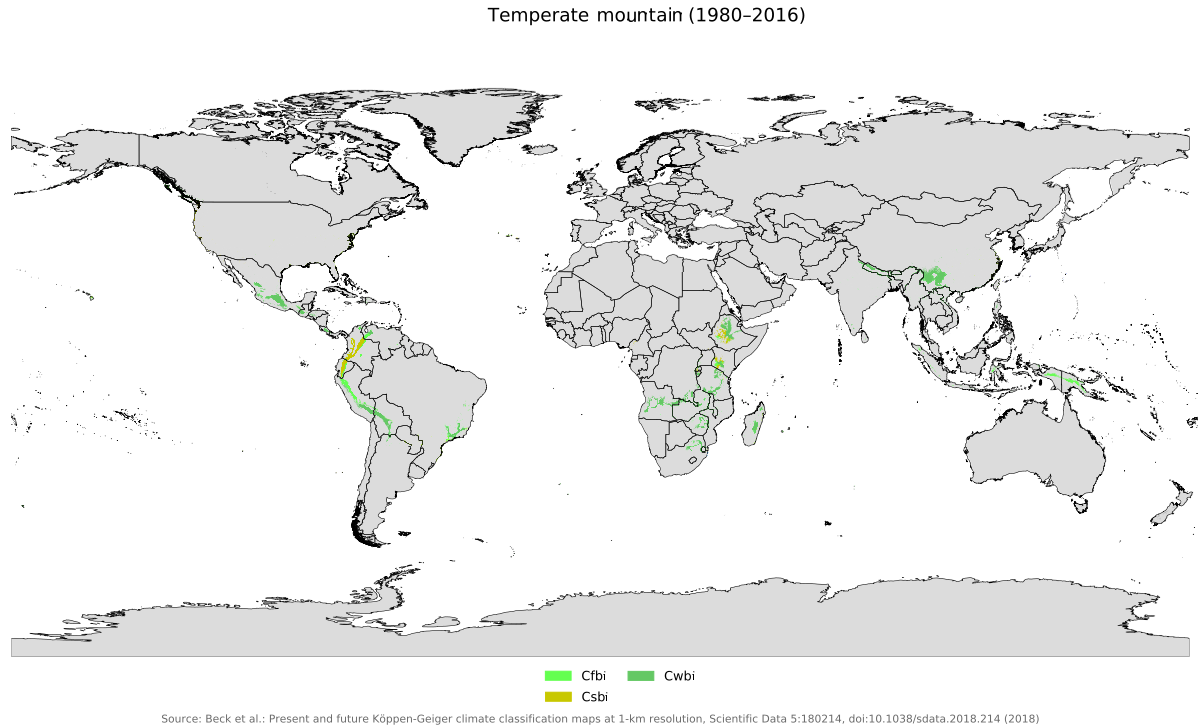
پراکندگی اقلیم معتدله کوهساری در جهان.

اقلیم معتدله کوهساری (انگلیسی: Highland temperate climate) زیرگونه‌ای از اقلیم مناطق معتدل است که با وجود قرار گرفتن در مناطق حاره‌ای، از نظر فرایند هم‌دمایی و دیگر ویژگی‌ها، با انواع دیگر اقلیم‌های معتدله، مانند اقلیم اقیانوسی یا اقلیم مدیترانه‌ای، متفاوت است. این اقلیم در سامانه طبقه‌بندی اقلیمی کوپن، با Cfbi نشان داده می‌شود.
تفاوت اصلی این اقلیم با دیگر اقلیم‌های معتدله، خطوط هم‌دما است، این بدان معنی است که دامنه حرارتی بین ماه‌های سال در اقلیم معتدله کوهساری، پایین است که علت آن ارتفاع است و نه عرض جغرافیایی و چهار فصل مناطق معتدل (بهار، تابستان، پاییز، زمستان) نیز در این مناطق وجود ندارد. با این حال، تغییرات بارندگی سالانه (فصل خشک و فصل مرطوب) وجود دارد و معمولاً گفته می‌شود که این مناطق، بهار ابدی یا پاییز ابدی دارند. گاهی به این نوع اقلیم، اقلیم کوهساری حاره‌ای یا اقلیم حاره‌ای کوهساری نیز می‌گویند، هرچند این نام‌ها غیر از موقعیت منطقه‌ای آن‌ها، نادرست است.
اقلیم معتدله کوهساری مشخصه ارتفاعات جنوب و مرکز مکزیک، کوه‌های آمریکای مرکزی، کوه‌های آند شمالی در آمریکای جنوبی و کوه‌های شرق آفریقا و نیز مناطق دیگری مانند ارتفاعات بورنئو و گینه نو است.